# ریچارد گاتهیل
ریچارد جیمز هوراتیو گاتهیل (به انگلیسی: Richard James Horatio Gottheil) (۱۳ اکتبر ۱۸۶۲–۲۲ مه ۱۹۳۶) دانشمند سامی‌شناس انگلیسی آمریکایی، صهیونیست، و بنیانگذار سازمان زتا بتا تاو بود.